# Андрей (Эрастов)
Епископ Андрей (в миру Дмитрий Константинович Эрастов, в некоторых источниках Ерастов; род. 1 февраля 1960, Москва) — деятель маргинального православия с титулом «епископ Ярравилльский и Австралийский», находящийся в общении с епископами Андроником (Котляровым) и Софронием (Мусиенко). До 2016 года был этого игуменом в РПЦЗ (А), до 2006 года — иеромонахом в РПЦЗ. Иконописец и публицист.

## Биография
Родился 1 февраля 1960 года в Москве в семье учителей Константина Олеговича Эрастова (1939—1996) и Татьяны Даниловны Танхилевич (род. 1938).
В 1978 году переехал на постоянное место жительство в США. С 1979 года состоял насельником Свято-Троицкого монастыря в Джорданвилле. В 1982 году окончил Свято-Троицкую духовную семинарию в Джорданвилле, штат Нью-Йорк, США. Обучался иконописи под руководством архимандрита Киприана (Пыжова).
В 1985 году был пострижен в монашество, в 1989 году рукоположен в сан иеродиакона, а в 1993 году — в сан иеромонаха.
Расписал ряд церквей, в том числе Александро-Невский собор в Хауэлле, штат Нью-Джерси. Им была написана икона с мощами святителя Иоанна Шанхайского. Также преподавал церковно-славянский язык в Свято-Троицкой духовной семинарии. Является автором учебного пособия по церковно-славянскому языку. Руководил иконописцами в Джораданвилльской обители, где было выстроено специальное новое здание со всеми удобствами для иконописной мастерской.
В 2008 году расписывал храм РПЦЗ в честь иконы Божией Матери «Всех скорбящих Радость» в городе Джилонге в Австралии.
Не принял готовящегося Акта о каноническом общении между РПЦ и РПЦЗ. Ушёл в раскол, и с 2006 по 2009 года служил на приходе на юге Франции в составе Французской епархии неканонической ИПЦ Греции (синод архиепископа Макария).
Переехал в Австралию и 4 июля 2009 года перешёл в неканоническую РПЦЗ(А) и был назначен на приход Покрова Божией Матери РПЦЗ(А) в Мельбурне, который из-за отсутствия собственного помещения проводил богослужения в храмовом помещении Мельбурнского прихода святых мучеников Антония, Иоанна и Евстафия Виленских неканонической Белорусской автокефальной православной церкви. После кончины в марте 2010 года своего многолетнего настоятеля Александра Кулаковского белорусская община фактически влились в общину РПЦЗ(А), хотя административно сохранялись два отдельных прихода — РПЦЗ(А) и БАПЦ с собственными приходскими советами.
10 ноября 2011 года решением Синода РПЦЗ(А) был награждён саном игумена.
В 2014—2016 годы выступил с критикой главы РПЦЗ(А) митрополита Аганфангела (Пашковского) и проводимого им курса. Принимал активное участие в организации и проведении «VI Всезарубежного Собора», устроенного бывшими клириками и мирянами РПЦЗ(А), несогласными с действиями Агафангела (Пашковского), объединившимся вокруг архиепископов Андроника (Котлярова) и Софрония (Мусиенко). Выступил на этом соборе с содержательным докладом «Указ № 362 Патриарха Тихона и Церковные Округа». Собор, основываясь на этом документе, констатировал, что в настоящее время нет ни единого Синода, — из тех, что считают себя правопреемниками дораскольной РПЦЗ, — который мог бы претендовать на высшую церковную власть в поместной Российской Церкви. Собор призвал «осколки» РПЦЗ к диалогу, взаимопризнанию и евхаристическому общению друг с другом без создания единой вертикали власти — очередного «синода РПЦЗ».
Архиепископом Сиракузским и Свято-Никольским Андроником (Котляровым) и вступившим с ним в евхаристическое общение епископом Трентонским и Северо-Американским Стефаном (Сабельником), определившими название своей юрисдикции как «Зарубежный округ РПЦ», было принято рещение о хиротонии игумена Андрея во епископа для Австралии, в связи с чем 5/18 мая 2017 года ими был издан соответствующий указ, где отмечалось, что «В связи с невозможностью по состоянию здоровья для преосв. епископа Стефана участвовать в хиротонии, просим от Российского Округа владыку архиепископа Софрония принять участие в хиротонии». Хиротония была назначена на 4 июля того же года
4 июня 2017 года в храме святых Виленских мучеников в городе Ярравилл (Австралия) состоялась его хиротония во епископа Ярравилльского и Австралийского. Хиротонию совершили Андроник (Котляров) и Софроний (Мусиенко).
12 октября 2017 года архиерейский собор РПЦЗ(А) постановил «считать незаконными архиерейские и иные хиротонии, и все священнодействия и административные решения уже совершенные и которые будут совершаться [архиепископами Андроником и Софронием], так как они совершены вне Церкви. Архиерейскую хиротонию игумена Андрея (Ерастова) считать незаконной».
В июле-августе 2018 года принял клир своей епархии 5 бывших клириков РИПЦ в Австралии вместе тремя окормляемыми ими приходами: митрофорный протоиерей Михаил Константинов, митрофорный протоиерей Алексий Микриков, иерей Петр Фомин, иерей Даниил Лаптев и диакон Валентин Жезлов.
29 мая 2019 года архиернейский синод РПЦЗ(А) постановил: «В связи с многочисленными нарушениями канонов: уход в раскол, незаконное принятие архиерейской хиротонии от раскольников, учение о возможности существования нескольких православных церквей, не связанных евхаристическим общением и другими отступлениями от Православной веры, которыми запрещенный игумен Андрей Ерастов заслужил извержения из сана, но не желая усугублять сложившуюся ситуацию, оставляем в силе постановление Архиерейского Собора о не признании его архиерейского сана, а также его хиротоний и священнодействий, и так как он не признает суда Церкви, придаем его суду Божию».

## Публикации
- Правила Типикона о посте св. Четыредесятницы. // Православная Русь. 1992. — № 5 (1458).
- Образ Воскресения Христова. // Православная Русь. 1992. — № 10 (1463).
- Преподобный Роман Сладкопевец (Истолкование конадков преп. Романа. Кондак на Славу Креста). // Православная Русь. 1992. — № 19 (1472).
- Грамматика церковнославянского языка: конспект, упражнения, словарь / сост. иеромон. Андреем (Эрастовым). — Санкт-Петербург: Библиополис, 2007. — 367 с. — ISBN 978-5-7435-0265-3.
  - Грамматика церковно-славянского языка: конспект, упражнения, словарь / под редакцией иеромонаха Андрея (Эрастова); дополнено словарём протоиерея А. Свирелина. — Санкт-Петербург: Библиополис, cop. 2019. — 367 с. — ISBN 978-5-907200-17-3. — 4000 экз.
- «Sermon on the Rocor-MP union» // 27 мая 2012
- «ДОКУМЕНТ: Члены белорусского прихода фактически вошли в приход РПЦЗ(А). Объяснения игумена Андрея (Эрастова) по поводу совместного храма БАПЦ и РПЦЗ(А) в Мельбурне, Австралия» // 30 июля 2014
- «Открытое письмо игумена Андрея (Ерастова)» // сайт протоиерея Сергия Кондакова, 26 декабря 2014
- «После одесского синода» // сайт протоиерея Сергия Кондакова, 27 июля 2016
- «В защиту РПЦЗ» // сайт протоиерея Сергия Кондакова, 15 сентября 2016
- Доклад иг. Андрея Эрастова: Указ 362 и Церковные Округа // vishegorod.ru, январь 2017
- Bishop Andrei’s Response to V. Moss / Ответ еп. Андрея В. Моссу (English and Russian) // «ROCA Australia», August 11, 2017